# Гожня (деревня)
Гожня — деревня в Малопургинском районе Удмуртии. До 2021 года входила в состав Уромского сельского поселения.

## География
Находится в южной части республики, в подзоне смешанных лесов, на расстоянии примерно 8 километров (по прямой) к юго-западу от села Малая Пурга, административного центра района.
С деревней слился починок Дома 1077 километр

### Климат
Климат характеризуется как умеренно континентальный, с продолжительной холодной многоснежной зимой и коротким относительно жарким летом. Средняя температура воздуха самого тёплого месяца (июля) — 18,9 °C; самого холодного (января) — −14,3 °C. Вегетационный период длится 160—170 дней. Среднегодовое количество атмосферных осадков составляет 538 мм, из которых 353 мм выпадает в период с апреля по октябрь. Снежный покров держится в течение 160—165 дней.

## Население
| 2010 | 2012 |
| ---- | ---- |
| 702  | ↘701 |

### Национальный состав
Согласно результатам переписи 2002 года, в национальной структуре населения удмурты составляли 99 % из 727 чел..

## Инфраструктура
Гожнинский ФАП.
МОУ СОШ д. Гожня

## Транспорт
Гожня доступна автомобильным и железнодорожным транспортом. На южной окраине находится станция Гожня железнодорожной линии Казань-Агрыз.
Остановка общественного транспорта «Гожня» находится в центре деревни.